# Campylaspis aspera
Campylaspis aspera är en kräftdjursart som beskrevs av Hale 1945. Campylaspis aspera ingår i släktet Campylaspis och familjen Nannastacidae. Inga underarter finns listade i Catalogue of Life.